# Marytė Melnikaitė
Marytė sau Marija Melnikaitė (n. 18 martie 1923, Zarasai⁠(d), Zarasų rajono savivaldybė⁠(d), Lituania – d. 13 iulie 1943, Kaniūkai⁠(d), voievodatul Wilno⁠(d), Polonia) a fost o partizană sovietică și singura femeie lituaniană distinsă cu titlul de Erou al Uniunii Sovietice. Deși cariera ei în organizația de partizani a durat mai puțin de două luni, propaganda sovietică i-a exagerat sarcinile și realizările. Mai multe creații artistice, inclusiv un film și o operă, i-au fost dedicate. Câteva străzi din fosta Uniune Sovietică (inclusiv din Tiumen, Minsk, Almaty și Shymkent) încă îi poartă numele.

## Tinerețea
Melnikaitė s-a născut în orașul Zarasai din Lituania, într-o familie cu origini mixte: mama ei era rusoaică, iar tată ei era polonez. Avea alți patru frați și părinții au avut diferite locuri de muncă pentru a asigura întreținerea familiei numeroase. Ei s-au mutat frecvent în căutarea de locuri de muncă (Zarasai, Anykščiai, Rokiškis, Zarasai, Marijampolė). Melnikaitė a absolvit școala primară la Rokiškis și a început să lucreze pe post de cusătoreasă la atelierul de confecții Avanti la vârsta de 14 ani. În 1940, după ce Lituania a fost ocupată de Uniunea Sovietică, Melnikaitė s-a alăturat Comsomolului și a început să urmeze cursuri serale. Se presupune că tatăl ei nu a fost de acord cu activitățile desfășurate de ea în cadrul Comsomolului, care includeau și cântatul într-un cor.

## Activități în organizația de partizani
După invazia germană a Uniunii Sovietice, Melnikaitė împreună cu alți membri ai Comsomolului au fost evacuați în Rusia, unde ea a lucrat la o fabrică de mașini-unelte din Tiumen. În iulie 1942 s-a înrolat în Armata Sovietică, a fost repartizată în Divizia 16 Pușcași și a fost trimisă la o școală de sabotori din Balahna. În mai 1943 a încheiat studiile și împreună cu alți 35 de partizani (inclusiv alte două femei) au fost transportate cu avionul în raionul Rossonski din Belarus. De acolo trebuiau să călătorească pe jos la cartierul partizanilor din pădurile aflate în apropierea satului Kazianî. Melnikaitė și alți câțiva au fost repartizați în localitatea natală Zarasai, unde ea s-a alăturat grupului de partizani sovietici Kęstutis sub numele de Ona Kuosaitė.
Activitatea lui Melnikaitė în organizația de partizani a durat mai puțin de două luni. Biografii ei sovietici au susținut că ea a participat la operațiunile de sabotaj care au produs deraierea trenurile germane care transportau arme către front sau bombardarea depozitelor germane. Există unele dovezi doar despre o singură diversiune care a avut ca efect deraierea unui tren cu câteva vagoane care transporta pietriș și zahăr. În iulie 1943, ea și alți câțiva partizani au fost trimiși în misiune pentru a aduce mai multe arme de la partizanii sovietici care operau în regiunea Belarus. Localnicii au observat grupul de partizani lângă Lacul Apvardai din raionul Ignalina și i-au anunțat pe polițiștii lituanieni. În cursul unui schimb de focuri, mai mulți partizani au fost uciși. Există dovezi că un singur polițist (Igoris Kazanas) a fost ucis de partizani. Melnikaitė și un bărbat (probabil Fatėjus Sapožnikovas) au fost prinși și transferați în custodia poliției germane. După cinci zile de interogatoriu și tortură, au fost împușcați în cimitirul satului Kaniūkai. Întrucât familia Melnikaitė nu a suferit represalii, în timp ce membrii familiilor lui Sapožnikovas și ale altor partizani au fost arestați sau executați, se presupune că Melninkaitė nu și-a divulgat adevărata identitate.
Povestea ei a fost redescoperită în primăvara anului 1944, atunci când Motiejus Šumauskas, liderul partizanilor sovietici lituanieni, a căutat o versiune lituaniană a Zoiei Kosmodemianskaia. Melnikaitė a fost distinsă postum cu titlul de Erou al Uniunii Sovietice la 22 martie 1944. Moartea tinerei de douăzeci de ani a fost folosită de propaganda sovietică, care i-a exagerat sarcinile, realizările și împrejurările morții. De exemplu, în martie 1944, Antanas Sniečkus a scris în Tiesa că împușcăturile au durat o zi și că Melnikaitė a omorât personal șapte polițiști, a fost grav rănită, a încercat să se sinucidă cu o grenadă și chiar și după ce a fost torturată cu brutalitate nu i-a trădat pe camarazii partizani. Primul ei biograf Antanas Venclova a recunoscut ulterior în memoriile sale că i s-au oferit doar faptele de bază (numele, data nașterii și a morții și câteva cuvinte despre circumstanțele morții sale) și un termen limită pentru în dimineața următoare pentru a scrie biografia ei eroică. Până în 1965, când s-au descoperit documente care dovedeau că a fost împușcată, biografii ei au susținut că a fost spânzurată în public și că a lăudat cu ultimele ei cuvinte RSS Lituaniană și pe tovarășul Stalin.

## Onoruri și memorii

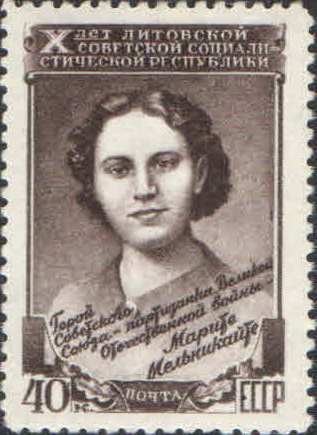
Timbru poștal sovietic din 1950 cu portretul lui Marytė Melnikaitė

- Muzeul memorial din Zarasai (1969); închis[5]
- Monument în Druskininkai (1952), realizat de Robertas Antinis; este situat în prezent în parcul Grūtas
- Monument din Zarasai (1955), realizat de Juozas Mikėnas, situat în prezent în parcul Grūtas.[5] Rămășițele ei pământești au fost îngropate sub monument; ele au fost reînhumate în 1991 în cimitirul Zarasai, alături de familia ei.[3]
- Placă memorială la intersecția străzilor Melnikaitė și Republicii din Tiumen
- Placă memorială pe clădirea fabricii de mașini-unelte din Tiumen (fosta fabrică „Mechanic”)
- Film Marytė, realizat în 1947 de Mosfilm, în regia Verei Stroieva; aici a debutat într-un mic rol actorul Donatas Banionis[6]
- Opera Marytė pus în scenă de Teatrul de Operă și Balet din Lituania (1953), în regia lui Antanas Račiūnas[7]
- Eseul Tarybų Sąjungos Didvyrė Marija Melnikaitė de Antanas Venclova (1944)[8]
- Mai multe poezii au elogiat faptele sale: Marija Melnikaitė de Salomėja Nėris, Lietuvos duktė de Vacys Reimeris, Tam krašte de Vladas Mozūriūnas[8]
- Una dintre principalele străzi din Tiumen a primit numele ei; există, de asemenea, străzi care îi poartă numele la Minsk, Almaty[9] și Shymkent[10]
- Fabrica de textile din Utena a fost numită în onoarea ei; a fost redenumită Utenos trikotažas în 1995
- Colhozurile din Dotnuva (primul înființat în RSS Lituaniană) și alte câteva au primit numele ei.[11]